# Adelheid Ehmke
Adelheid D. Ehmke (* 17. Juni 1948 in Hannover) ist eine deutsche Biologin und Gründungspräsidentin des Interessensverbandes European Platform of Women Scientists (EPWS).

## Beruf
Adelheid Ehmke ist eine Enkelin des Arztes und Freimaurers Paul Ehmke, ihr Onkel war der Politiker Horst Ehmke.
Sie studierte von 1967 bis 1971 Biologie und Philosophie an den Universitäten Bonn und Köln und promovierte anschließend von 1973 bis 1976 am Pharmazeutischen Institut der Universität Bonn, wo sie als Wissenschaftliche Mitarbeiterin beschäftigt war. Noch im Jahr der Promotion wechselte sie als Lehrkraft (Akademische Rätin/Oberrätin) an die Technische Universität Braunschweig, wo sie bis 1998 arbeitete. In dieser Zeit war sie Gründungsmitglied und Vizepräsidentin des „Transferkollegs Biotechnologie“. Von 1994 bis 1996 war sie außerdem Vizepräsidentin der TU. 1998 wechselte sie an die damalige Fachhochschule Trier und wurde deren Präsidentin, bis sie 2004 Hochschullehrerin für Biotechnologie an der Universität Luxemburg wurde, wo sie bis 2006 auch Vizerektorin war.
Seit 2006 ist sie Mitglied des Hochschulrats der TU Braunschweig.

## Forschungsschwerpunkte
Ihr Interessenschwerpunkt liegt auf der Biotechnologie.

## Ämter
Ehmke war schon früh zu Beginn in verschiedenen wissenschaftlichen Vereinigungen und Organisationen engagiert. Von 2000 bis 2002 war sie Präsidentin der Hochschulrektorenkonferenz Rheinland-Pfalz, 2002 bis 2004 Mitglied der bundesdeutschen Hochschulrektorenkonferenz. 2005 war sie Mitbegründerin und erste Präsidentin des Interessensverbandes European Platform of Women Scientists EPWS. Darüber hinaus sitzt sie im Stiftungsrat der Leuphana Universität Lüneburg.

## Kritik
Im Zusammenhang mit dem Bau des Audimax Lüneburg rügte die Bildungsministerin Gabriele Heinen-Kljajic den Stiftungsrat der Leuphana, dem auch Ehmke angehört, er habe seine Aufsichtspflicht bei dem immer teurer werdenden Projekt nicht genügend wahrgenommen.

## Ehrungen
Ehmke wurde 2004 das Bundesverdienstkreuz am Bande der Bundesrepublik Deutschland verliehen.